# Max Jacob
Max Jacob (12 de julho de 1876, Quimper, Bretanha, França – 5 de março de 1944, Campo de deportação de Drancy, França) foi um poeta, pintor, escritor e crítico judeu francês.

## Carreira
É autor de Cornet à dés (1917), influente no período surrealista, de La Défense de Tartufe (1919), de Laboratoire central (1921), do conjunto de cartas ficcionais Le Cabinet noir (1922), dentre vários outros livros de poemas, poemas em prosa (gênero que afirma ter criado) e de romances. Convertido ao catolicismo depois de presenciar uma aparição do Cristo na parede de seu quarto, e tendo como padrinho de batismo Pablo Picasso, mudou-se para o convento de Saint-Benoît-Sur-Loire. No dia 24 de fevereiro de 1944, ao sair da missa pela manhã, foi preso pela Gestapo, morrendo no mês seguinte de uma congestão pulmonar no campo de Drancy. Seu corpo foi sepultado em 1949 em Saint-Benoit-sur-Loire. Sua sepultura foi decorada com um de seus retratos feitos em 1935 por seu amigo René Iché. A poesia de Max Jacob caracteriza-se por uma mescla de humor, lirismo e musicalidade.

## Obra poética

### Contos
- Histoire du roi Kaboul I et du marmiton Gauwain, Alcide Picard & Kaan, Paris, 1903,

rééd. Le roi Kaboul et le marmiton Gauvin, Gallimard, Paris, 1971.
nouvelle intégrée en 1921 dans le recueil Le Roi de Béotie.
- Le Géant du Soleil, supplément au Journal des Instituteurs, Librairie générale, Paris, 1904.
- Le Roi de Béotie, Gallimard, Paris, 1921.
- Ne coupez pas, Mademoiselle, ou Les erreurs des P. T. T., Galerie Simon, Paris, 1921
- La Couronne de Vulcain, Galerie Simon, Paris, 1923.
- Le Nom, A la lampe d'Aladdin, no 7,, Liège, 1926

### Romances poéticos
- Saint Matorel, Kahnweiler, Paris, 1911, réed. Gallimard, Paris, 1936.
- Le Phanérogame, Chez l'auteur, Paris, 1918.
- Cinématoma. Fragments de mémoires des autres, La Sirène, 1920, réed. Gallimard, Paris, 1929.
- Matorel en province, 1921.
- Le Cabinet noir, Gallimard, Paris, 1922, éd. augmentéee, Gallimard, Paris, 1928,

pseudo roman épistolaire.
- Filibuth ou la Montre en or, Gallimard, Paris, 1922.
- Bourgeois de France et d'ailleurs, Gallimard, Paris, 1932.

### Poemas em prosa e verso
- La Côte. Chants bretons, Chez l'auteur, Paris, 1911.
- Les Œuvres burlesques et mystiques de Frère Matorel, mort au couvent de Barcelone., Kahnweiler, Paris, 1912.
- Le Cornet à dés, Chez l'auteur, Paris, rééd. Gallimard, Paris, 1945.
- Les Alliés sont en Arménie, plaquette, 1918.
- In R. Allard, A. Breton, F. Carco, L. Codet, F. Fleuret, M. Jacob, V. Larbaud, J.-V. Pellerin & A. Salmon, ill. M. Laurencin, L’Éventail de Marie Laurencin, NRF, Paris, 1922.
- Le Laboratoire central, Au Sans-Pareil, 1922, rééd. Gallimard, Paris, 1960.
- Visions infernales, Gallimard, Paris, 1924.
- Les Tabar, in Sélection, p. 209-219
- Les Pénitents en maillots roses, Collect° Les Cahiers nouveaux, Krà, Paris, 1925.
- Fond de l'eau, Éditions de l'Horloge, Toulouse, 1927.
- Sacrifice impérial, Émile Paul, Paris, 1929
- Rivage, Les Cahiers libres, Paris, 1931.
- Ballades, René Debresse, 1938.

### Poemas póstumos
- Derniers poèmes en vers et en prose, Gallimard, Paris, 1945.
- L'Homme de cristal, La Table ronde, Paris, 1946, réed. Gallimard, Paris, 1967.
- Poèmes de Morvan le Gaëlique, Gallimard, Paris, 1953.
- Le Cornet à dés, II, Gallimard, Paris, 1955.

### Poesia musical
- Musique R. Manuel, Isabelle et Pantalon, inédit, 1919, opéra bouffe en deux actes, texte perdu, première dir. L. Masson, Trianon Lyrique, Paris[1]
- Musique F. Poulenc, trad. (em inglês) J. Hugo, Quatre poèmes, [s. éd.], 1920, rééd. Association Max Jacob 1993,
  - « Poète et ténor », rééd. in Le Laboratoire central, 1921,
  - « Est-il un coin plus solitaire », rééd. in Les Pénitents en maillots roses, 1925,
  - « C’est pour aller au bal », rééd. ibidem,
  - « Dans le buisson de mimosa », rééd. ibidem.
- Musique H. Sauguet, Un amour de Titien, 1928, éd. in Théâtre I, Cahiers Max Jacob, Saint-Benoît-sur-Loire, opérette en cinq actes.
- Préf. G. Auric, ill. M. Jacob & J. Audiberti, Mendiantes professionnelles suivi de Jalousies, [s. éd.], 1949

### Diversos
- La Défense de Tartuffe, Société littéraire de France, Paris, 1919[2]

nouv. éd., introd. & notes André Blanchet, La défense de Tartufe : extases, remords, visions, prières, poèmes et méditations d'un Juif converti., Gallimard, Paris, 1964
Ce livre devait avoir initialement pour titre Le Christ à Montparnasse.
- D'un carnet de notes, Crét, Talence, 1958
- (em italiano) Dir. A. Marchetti, trad. du français M. H. Viviani, Carnet. Viaggio in Italia., Coll. I rombi, Gènes, 2005, ISBN 978-8821163395.

### Tradução
- (em catalão) R. Lulle, Livre de l'ami et de l'aimé, La Sirène, Paris, 1919, rééd. Fata Morgana, Saint Clément, 1987.
- Ill. J. M. Queneau, Bien-aimé Raymond, La Goulotte, Vézelay, 2003.

### Dramas
- Trois nouveaux figurants au Théâtre de Nantes, 1919,

nouvelle dialoguée en un acte,
première, par P. Bertin, M. Jacob dans le rôle du proviseur, galerie Barbazanges, Paris, 1919
- Ruffian toujours, truand jamais., 1919,

pièce en un acte,
première et dernière, par Pierre Bertin, musique Groupe des Six, musique d'entracte E. Satie (Musique d'ameublement), galerie Barbazanges, Paris, 1920.
- Le Siège de Jérusalem‚ grande tentation céleste de Frère Matorel., Kahnweiler, Paris, 1914.
- Dos d'Arlequin, Le Sagittaire, Paris, 1921.
- Chantage, première, par Ch. Dullin, Vieux Colombier, Paris, 1922.
- Le Terrain Bouchaballe, Émile Paul, Paris, 1922, réed. Gallimard, Paris, 1964,
- La Police napolitaine, 1929, éd. in Théâtre I, Cahiers Max Jacob, Saint-Benoît-sur-Loire.
- Paris province, Théâtre Daniel Sorano, Toulouse.
- Le Journal de modes ou les ressources de Florimond, farce en un acte., Théâtre Daniel Sorano, Toulouse.

## Galeria

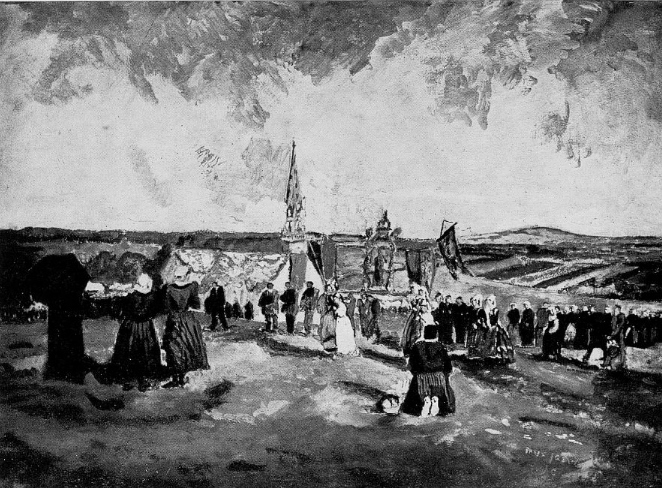
Le pardon de Sainte-Anne
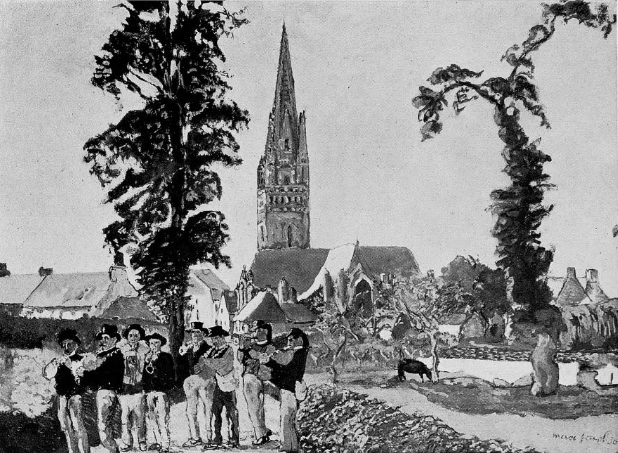
Le clocher de Ploaré
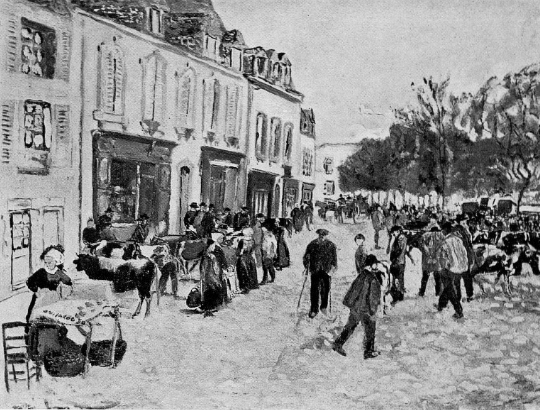
Le marché à Pont-l'Abbé
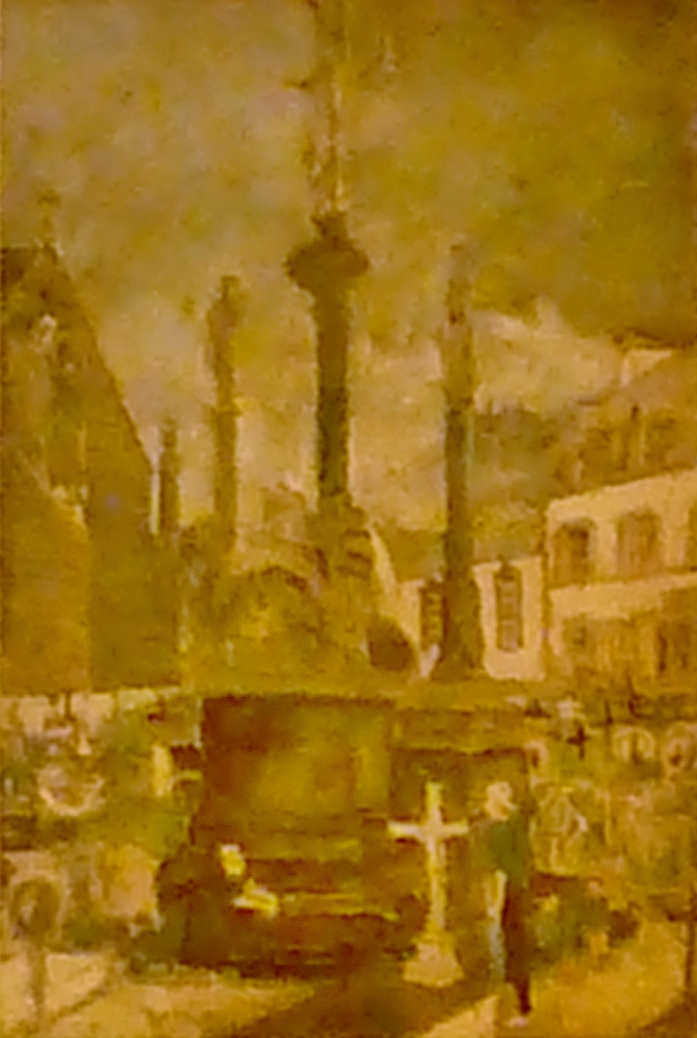
Le calvaire de Guengat